# アフリカオープン・カサブランカ
アフリカオープン・カサブランカ(African Open Casablanca)はモロッコの国際柔道大会

## 来歴
IJFワールド柔道ツアーの一環として、グランドスラム、グランプリなどに次ぐ位置付けとなったコンチネンタルオープンのうちの1大会。なお、今大会は世界ランキング対象大会であるが、国際柔道連盟主催ではなく大陸連盟主催の大会であるため、ワールド柔道ツアーには含まれない。2014年1月からモロッコのカサブランカで新たに開催されることになった。2018年からはグランプリ大会に格上げされることになり、マラケシュでの開催となった。2024年からはコンチネンタルオープンに格下げとなって再開された。

## 名称の変遷
アフリカンオープン・カサブランカ African Open Casablanca(2014-)

グランプリ・マラケシュ Grand Prix Marrakech(2018-2019)

アフリカンオープン・カサブランカ African Open Casablanca(2024-)

## 優勝者

### 男子
| 年     | 60 kg級                        | 66 kg級                  | 73 kg級                | 81 kg級                            | 90 kg級                            | 100 kg級                   | 100 kg超級           |
| 2014年 | アドリアン・レモン             | ケネス・ファンガンスベケ | エチエンヌ・ブリヤン   | アドリアン・ナシミエント＝ロレンソ | アクセル・クレルジュ               | マキシム・クレマン         | エルメディ・マルキ   |
| 2015年 | アルベルト・オグゾフ           | アレクサンドル・マリアク | ヌーノ・サライバ       | ディミトリ・ゴム＝タバル           | セリオ・ディアス                   | リエス・ブヤクブ           | モハメド・タエブ     |
| 2016年 | ルドビク・シャンマルタン       | ファビオ・バシレ         | エマニュエル・ナルテイ | アッティラ・ウングバリ             | アブデラーマン・ベナマディ         | ベンジャミン・フレッチャー | ウシャンギ・コカウリ |
| 2017年 | ジョラン・フロリモン           | ケビン・アゼマ           | ピエール・デュプラ     | ジュリアン・ケルマレク             | ニコロス・シェラザディシビリ       | アレクサンドル・イディア   | ナビル・ザラグ       |
| 2024年 | アシュリー・マッケンジー       | シウマ・ルエ             | ベンジャマン・アクサス | ミハイル・ラツィエフ               | マルクス・ニマン                   | フランシス・ダミエル       | テディ・リネール     |
| 2025年 | アフメド・アラウイ＝シェリフィ | カズベク・ナグチェフ     | カリム・アブドゥラエフ | タウラン・バイシエフ               | IJF イブラギムガドジ・スレイマノフ | ロメオ・ルベク             | ワヒブ・フディウエチ |

### 女子
| 年     | 48 kg級              | 52 kg級                          | 57 kg級                  | 63 kg級                    | 70 kg級              | 78 kg級                      | 78 kg超級                        |
| 2014年 | フリア・フィゲロア   | アナベル・ウラニ                 | レティシア・ブロ         | バレンティナ・ジョージス   | ジブリズ・エマヌ     | サラ・ンゾギ                 | ニヘル・シェイフルフ             |
| 2015年 | レティシア・ペイエ   | ラウラ・オルトザンジュ           | マリア・チェントラッキオ | ランセイ・サン・サン・ムワ | アンカ・ポガチニック | マドレーヌ・マロンガ         | エリサ・マルキオ                 |
| 2016年 | ジョアナ・ディオゴ   | イルス・ヘイレン                 | サラ・アラシ             | マリヤナ・ミスコビッチ     | アッスマー・ニアン   | マルタ・トルト・メリーノ     | マリナ・スルツカヤ               |
| 2017年 | ルシール・デュポール | シャルリーヌ・ファンスニック     | アナ・ボロウスカ         | クロエ・イバン             | サラ・ロドリゲス     | アッスマー・ニアン           | モニカ・サグナ                   |
| 2024年 | ケイシー・ペラファン | ソフィア・フィオラ               | クロエ・デビクトル       | マルティナ・グルビアク     | フロリーヌ・スラ     | リズ・ンゲレベヤ             | リシェル＝アニタ・ソッピ＝ンベラ |
| 2025年 | アスミタ・デイ       | マリー＝セリーヌ・ババ＝マティア | アンドレザ・アントニオ   | ギマンシ・トカス           | タイラ・グラウエル   | IJF クリスティナ・コノバロワ | リシェル＝アニタ・ソッピ＝ンベラ |